# Joe Public Football Club
Il Joe Public FC è una società calcistica di Tunapuna. Milita nella TT Pro League, la massima serie del campionato trinidadiano.

## Palmarès

### Competizioni nazionali
- Campionato di Trinidad e Tobago: 3

1998, 2006, 2009
- Coppa di Trinidad e Tobago: 3

2001, 2007, 2009
- Coppa di Lega di Trinidad e Tobago: 1

2010
- Trinidad e Tobago Classic: 2

2007, 2009
- Trinidad e Tobago Pro Bowl: 2

2009, 2011
- National Super League: 4

2004, 2005, 2009, 2011
- Guyana Mayor's Cup: 1

2007

### Competizioni internazionali
- CFU Club Championship: 2

1998, 2000

### Altri piazzamenti
- Campionato trinidadiano:

Secondo posto: 1997, 2001, 2007
Terzo posto: 2002, 2010-2011
- Trinidad & Tobago FA Cup:

Finalista: 1999, 2000
- Coppa di Lega di Trinidad e Tobago:

Finalista: 2008, 2009
- CFU Club Championship:

Finalista: 2007, 2010

## Rosa 2011-2012
| N. |                              | Ruolo | Calciatore      |
| -- | ---------------------------- | ----- | --------------- |
| 1  | Trinidad e Tobago (bandiera) | P     | Marvin Phillip  |
| 2  | Trinidad e Tobago (bandiera) | C     | Kareem Joachim  |
| 3  | Trinidad e Tobago (bandiera) | D     | Keion Goodridge |
| 5  | Trinidad e Tobago (bandiera) | D     | Julien Landeau  |
| 7  | Trinidad e Tobago (bandiera) | C     | Hayden Tinto    |
| 8  | Trinidad e Tobago (bandiera) | C     | Trent Noel      |
| 11 | Trinidad e Tobago (bandiera) | A     | Andre Toussaint |
| 12 | Trinidad e Tobago (bandiera) | A     | Gorean Highley  |
| 13 | Trinidad e Tobago (bandiera) | D     | Jason Springer  |
| 14 | Trinidad e Tobago (bandiera) | C     | Kareem Young    |
| 15 | Trinidad e Tobago (bandiera) | C     | Devon Jamerson  |
| 17 | Trinidad e Tobago (bandiera) | D     | Nigel Daniel    |
| 18 | Trinidad e Tobago (bandiera) | P     | Keston Aberdeen |
| 18 | Trinidad e Tobago (bandiera) | C     | Quincy Charles  |

| N. |                              | Ruolo | Calciatore        |
| -- | ---------------------------- | ----- | ----------------- |
| 20 | Trinidad e Tobago (bandiera) | D     | Makan Hislop      |
| 21 | Trinidad e Tobago (bandiera) | D     | John Stewart      |
| 21 | Trinidad e Tobago (bandiera) | D     | Radanfah Abu Bakr |
| 22 | Trinidad e Tobago (bandiera) | P     | Glenroy Samuel    |
| 24 | Trinidad e Tobago (bandiera) | P     | Andre Marchan     |
| 27 | Trinidad e Tobago (bandiera) | A     | Micah Lewis       |
| 28 | Trinidad e Tobago (bandiera) | C     | Marcus Joseph     |
| 30 | Trinidad e Tobago (bandiera) | D     | Kareem Moses      |
| 31 | Trinidad e Tobago (bandiera) | C     | Kenaz Williams    |
| 32 | Trinidad e Tobago (bandiera) | C     | Trent Lougheed    |
| 33 | Trinidad e Tobago (bandiera) | D     | Marvin Manswell   |
| 34 | Trinidad e Tobago (bandiera) | C     | Jevon Morris      |
| 37 | Trinidad e Tobago (bandiera) | C     | Rasheed Griffith  |

## Rosa 2009-2010
| N. |                              | Ruolo | Calciatore         |
| -- | ---------------------------- | ----- | ------------------ |
| 1  | Colombia (bandiera)          | P     | Alejandro Figueroa |
| 4  | Trinidad e Tobago (bandiera) | C     | Kerry Baptiste     |
| 8  | Trinidad e Tobago (bandiera) | C     | Dale Saunders      |
| 10 | Trinidad e Tobago (bandiera) | C     | Akeil Guevara      |
| 13 | Trinidad e Tobago (bandiera) | D     | Jason Springer     |
| 19 | Trinidad e Tobago (bandiera) | D     | Carlyle Mitchell   |
| 20 | Trinidad e Tobago (bandiera) | D     | Seon Power         |
| 23 | Trinidad e Tobago (bandiera) | D     | Keyeno Thomas      |
| —  | Trinidad e Tobago (bandiera) | P     | Daurance Williams  |
| —  | Trinidad e Tobago (bandiera) | P     | Michael Woods      |
| —  | Trinidad e Tobago (bandiera) | D     | Bevon Bass         |
| —  | Trinidad e Tobago (bandiera) | D     | Julien Landeau     |
| —  | Trinidad e Tobago (bandiera) | D     | Marvin Manswell    |
| —  | Trinidad e Tobago (bandiera) | D     | Akeem Parris       |
| —  | Trinidad e Tobago (bandiera) | D     | Jean-Luc Rochford  |
| —  | Trinidad e Tobago (bandiera) | D     | John Stewart       |

| N. |                              | Ruolo | Calciatore       |
| -- | ---------------------------- | ----- | ---------------- |
| —  | Trinidad e Tobago (bandiera) | C     | Quincy Charles   |
| —  | Trinidad e Tobago (bandiera) | C     | Daniel Cyrus     |
| —  | Trinidad e Tobago (bandiera) | C     | Rasheed Griffith |
| —  | Giappone (bandiera)          | C     | Yū Hoshide       |
| —  | Trinidad e Tobago (bandiera) | C     | Marcus Joseph    |
| —  | Trinidad e Tobago (bandiera) | C     | Devon Leacock    |
| —  | Trinidad e Tobago (bandiera) | C     | Micah Lewis      |
| —  | Trinidad e Tobago (bandiera) | C     | Kerwyn Navarro   |
| —  | Trinidad e Tobago (bandiera) | C     | Conrad Smith     |
| —  | Trinidad e Tobago (bandiera) | C     | Hayden Tinto     |
| —  | Giamaica (bandiera)          | C     | Wolry Wolfe      |
| —  | Trinidad e Tobago (bandiera) | C     | Kareem Young     |
| —  | Trinidad e Tobago (bandiera) | A     | Gorean Highley   |
| —  | Trinidad e Tobago (bandiera) | A     | Teba McKnight    |
| —  | Trinidad e Tobago (bandiera) | A     | Kareem Moses     |